# Sericesthis palumae
Sericesthis palumae är en skalbaggsart som beskrevs av Britton 1987. Sericesthis palumae ingår i släktet Sericesthis och familjen Melolonthidae. Inga underarter finns listade i Catalogue of Life.